# باتريك كليمالا
باتريك كليمالا (مواليد 5 أغسطس 1998) هو لاعب كرة قدم بولندي يلعب كمهاجم في نادي سلتيك.

## روابط خارجية
- باتريك كليمالا على موقع الدوري الأمريكي (الإنجليزية)
- باتريك كليمالا على موقع قاعدة بيانات كرة القدم.إي يو (الإنجليزية)
- باتريك كليمالا على موقع Soccerbase.com (لاعب) (الإنجليزية)
- باتريك كليمالا على موقع Soccerway.com (الإنجليزية)
- باتريك كليمالا على موقع عالم كرة القدم.نت (الإنجليزية)